# 新魯特維揚卡
50°56′6″N 29°23′42″E / 50.93500°N 29.39500°E
新魯特維揚卡（烏克蘭語：Нова Рутвянка），是烏克蘭北部的村莊，隸屬日托米爾州的科羅斯滕區。該村始建於1899年，面積0.75平方公里，海拔高度175米，2001年人口117，人口密度每平方公里155.59人。